# ジャン＝レオノール・グリマレ
ジャン＝レオノール・ル・ガロワ・ド・グリマレ（Jean-Léonor Le Gallois de Grimarest 、1659年 - 1713年8月23日）は、17世紀フランスの作家。モリエールの最初の伝記を著したことで歴史に名を遺した。伝記は毀誉褒貶の激しい書物となったが、その功績は極めて大きい。

## 生涯
その生涯について詳しくはわからないが、著作にフランス語の読み書きに関する物が多いことから、外国の貴族向けにフランス語を教えていたのではないか、という説が提出されている。

## 「モリエール氏の生涯」について
モリエールの死後32年が経過した1705年、グリマレは「モリエール氏の生涯( La Vie de M. de Molière )」という書物を著した。この伝記はモリエールについて研究する上で資料的な価値は極めて高いが、毀誉褒貶の激しいこともまた事実である。
この伝記は、モリエールの家族、彼の劇団に所属していた俳優から採集された逸話を多く含んでおり、また、当時モリエールについて書かれた文献はすべて参照して書かれた。伝記を執筆する上では当然の手続きだが、グリマレの編集方針はあまりに無批判的だったため、多くの間違った記述をも取り入れることとなってしまった。
18世紀中はさほどモリエールについて研究がなされていなかったため、この伝記は幅広く事実として受け入れられた。ヴォルテールによるモリエールの伝記も、本作の影響を多分に受けている。しかしモリエールと深く関わっていた人たちは、この時点ですでに伝記の内容に誤りがあることに気づいていた。。
しかし19世紀になって、本格的な研究が進むにつれ、その信憑性に疑問が投げかけられるようになった。その先陣を切ったのが、パリで警察署長をしていたベッファラという男である。彼はその立場を活かして、洗礼や埋葬に関する記録を捜索することができたのであった。その結果、モリエールの生年などをはじめとして、この伝記がたくさんの誤りを内包していることが露呈したのである。
さらにこの伝記を執筆するにあたって、証言を採集した人物の選定にも問題があった。なぜかグリマレはモリエールの親友であったニコラ・ボアロー＝デプレオーには証言を求めなかった。その代わりに、モリエールの劇団に所属していた俳優のミシェル・バロン、彼の娘のマリー・マドレーヌ・エスプリ、ラシーヌの息子ルイ・ラシーヌに証言を求めた。
この中で最も証言が重要視されたのはバロンである。彼は優秀な俳優で、モリエールにも非常に可愛がられたようだが、その一方で、彼がモリエールと親しく接したのはわずか3,4年に過ぎないこと、彼が嘘吐きで自尊心が強く、色欲の強い男であったこと、さらにモリエールの妻アルマンド・ベジャールと犬猿の仲であったことが様々な文献によって裏付けられている。この性格で、こういった事情を抱えていることが明らかになっている以上、伝記に含まれているアルマンドに関する様々な証言の正確さには、かなりの疑問符が付く。
次に、他の2人である。モリエールの娘であるマリー・マドレーヌ・エスプリは、父親の亡くなった1673年時点で、まだ7歳であった。年端もいかぬ頃に亡くなった父親について正確な証言を期待することは難しく、彼女も母親アルマンドとの関係が上手くいっていなかった事実もあって、その証言を鵜呑みにすることはできない。ルイ・ラシーヌはモリエールを直接知らないばかりか、父親であるジャン・ラシーヌとモリエールは仲違いを起こして一時絶縁状態にさえあったことを考えると、彼も同じようなものである。
しかし、当時広く知られていた逸話は、その真偽はともかくとして、当時の人々がどのようにモリエールを考えていたか知るきっかけとなることは間違いがなく、またモリエールがどのように埋葬されたかなどの細かい事情は、グリマレがバロンやマリー・マドレーヌ・エスプリらに詳細に聞いていなければ永久に分からなくなった類のものであるので、それらを記録として後世に遺した功績はあまりにも大きい。

## 著作
- 「珍奇で学問的な手紙のやり取り( Commerce de lettres curieuses et savantes )」 (1700)
- 「モリエール氏の生涯( La Vie de M. de Molière )」 (1705)
- 「シャルル12世の戦争( Les Campagnes de Charles XII, roi de Suède )」全4巻。1706～11
- 「モリエール氏の生涯批判( Lettre critique à M. de *** sur le livre intitulé La Vie de M. de Molière )」 (1706)※匿名での出版
- 「モリエール氏の生涯補遺( Addition à la Vie de M. de Molière, contenant une réponse à la critique que l'on en a faite à Paris )」 (1706)
- 「朗読、公衆の面前での動作、朗誦、歌踊におけるレシタティーフ概論( Traité du récitatif dans la lecture, dans l'action publique, dans la déclamation et dans le chant. Avec un traité des accents, de la quantité et de la ponctuation )」 (1707)
- 「手紙の書き方、挨拶概説( Traité sur la manière d'écrire des lettres et sur le cérémonial, avec un discours sur ce qu'on appelle usage dans la langue française )」 (1709)
- 「将軍の職務、軍隊指揮法( Fonction des généraux ou l'art de conduire une armée, contenant la pratique des marches, campements et évolutions des armées, etc… par M. de Grimaret  )」(La Haye, 1710)
- 「フランス語明解( Éclaircissements sur les principes de la langue française  )」(1712)

「モリエール氏の生涯」を出版してから、1年後にそれを批判する本を自分で出版しているが、この本は当時匿名で出版された。その2か月後に、「モリエール氏の生涯補遺」を名前を明かして出版しているところを考えると、この批判本はグリマレの手によるものであり、宣伝、ならびに自分の信用を高めようとしたのであろうことが窺える。ジャン=バティスト・ルソーもこの批判本について、手紙に「グリマレの息子が父の手によるものであると白状した」と書いている。